# Catharanthus coriaceus
Catharanthus coriaceus är en oleanderväxtart som beskrevs av Markgraf. Catharanthus coriaceus ingår i släktet Catharanthus och familjen oleanderväxter. Inga underarter finns listade i Catalogue of Life.